# Maria Pillat-Brateș
Maria Pillat-Brateș (n. 25 iulie 1892, București – d. 5 iunie 1975, București) a fost un artist plastic, deținut politic.

## Biografia
A fost fiica fruntașului liberal Ion Procopie-Dumitrescu, deputat și primar al Bucureștiului (1877–1878, 1901), și a Ecaterinei (născută Niculici). Familia a fost numeroasă, alături de Maria a fost o soră  Julietta, căsătorită mai târziu Teodorini, care și-a manifestat talentul în gravură (a realizat două cărți împreună cu Ethel Greening-Pantazzi), și trei frați, doi dintre aceștia, Justinian și Florian,  au urmat Dreptul și Eugen, compozitor,  a pus pe muzică ciclul de poeme Cântecele stepei de Ion Pillat.
A făcut în particular clasele primare și secundare, a studiat pianul și a luat lecții de desen și perspectivă cu Costin Petrescu și lecții de desen și pictură cu Jean Al. Steriade.  La îndemnul acestuia din urmă debutează în 1914, la Salonul Tinerimii Artistice, folosind pseudonimul I. Brateș (numele unui afluent al Prutului).
A fost căsătorită din 1915 cu poetul Ion Pillat (1891–1945) și a avut doi copii, pe Pia (1916-2011) și pe Dinu (1921-1975). Alături de soțul ei a făcut călătorii în Franța, Spania, Italia, Iugoslavia, Grecia, Germania, Cehoslovacia vizitând Louvre, Jeu de Paume, muzeul Luxemburg (Paris), Prado (Madrid), muzeul El Greco (Toledo), Galeriile de artă din Florența. 
Expune în țară alături de mari artiști, printre care Nicolae Grigorescu, Theodor Pallady, Corneliu Baba, Gh. Petrașcu ș.a., dar și la Paris, Londra și Chicago, lucrările ei fiind apreciate de critici ca O.W. Cizek, G. Oprescu și Petru Comarnescu.  A participat la expozițiile asociațiilor pictorițelor antebelice din România,  precum Olga Greceanu, Nuni Dona, Rodica Maniu, Lucia Demetriade-Bălăcescu, Wanda Sachelarie-Vladimirescu (vezi și catalogul A patra expoziție a artistelor, pictori și sculptori : catalogul lucrărilor expuse, 1928) 
A fost soră de caritate a Societății de Cruce Roșie a României la Spitalul de Ochi din Iași (1916–1917) în timpul Primului Război Mondial  și la Spitalul Sf. Sava din București (1941) în timpul celui de al Doilea Război Mondial.
A creat portretele unor scriitori și muzicieni, a  lucrat mult în acuarelă și a făcut grafică de carte.
În 1946 apare un volum omagial despre Ion Pillat editat de ea.
Arestată și închisă ca fostă moșieriță la Botoșani în 1949, primește apoi cinci ani de domiciliu forțat la Miercurea Ciuc (1949–1954).
După eliberare i se refuză participarea la orice expoziție de pictură din țară în timpul vieții.

## Premii
Premiul la Salonul Tinerimii artistice, 1914 

## Afilieri
UAP, reprimită în 1957
Sindicatul artiștilor plastici

## Albume și alte apariții scrise
Les aquarelles de Marie Pillat-Brateș, Cartea Românească, catalog expoziție, 1928 
Ion Pillat, Balcic (poezii), ilustrații de Maria Pillat - Brates, Craiova, 1940
Maria Pillat-Brateș, Pictură și reverie / Painting and Reverie, (editori Monica Pillat și Doina Uricariu), București, Universalia,2006, text bilingv român-englez, 
Prezentă în albumul Doamnele artelor frumoase românești (ed. Ioana Cristea, Aura Popescu), București, Monitorul Oficial, 2004 
Ion Pillat, Povestea Maicii Domnului, cu ilustrații de Maria Pillat-Brateș, București, Humanitas, 2014
Vinul de altădată, antologie din lirica lui Ion  Pillat, cu ilustrații de Maria Pillat-Brateș, București, Baroque, Books and Arts, 2018

## Expoziții postdecembriste
Restituiri – Maria Pillat-Brateș, Galeria Dialog, București, 9 martie – 7 aprilie, 2006, expoziție retrospectivă, curator Ruxandra Garofeanu,  au fost expuse 70 de lucrări, acuarele și uleiuri. 
Expoziția de acuarele și desene: Maria Pillat-Brateș, Rotonda 13, Muzeul Național al Literaturii Române,  31 mai – 8 iunie 2006, au fost expuse 21 de lucrări. 
Expoziție retrospectivă, Salonul Cerchez,  Muzeul National Cotroceni, 17 aprilie - 17 mai 2007, 47  de acuarele si desene. 